# Jashwant Singh di Bharatpur
Jaswant Singh, in hindi: महाराजा जशवन्त सिंह (Deeg, 1º marzo 1851 – Deeg, 12 dicembre 1893), fu maharaja di Bharatpur dal 1853 al 1893.

## Biografia
Nato a Deeg il 1 marzo 1851, era l'unico figlio del maharaja Balwant Singh. Venne educato privatamente ed imparò con estrema facilità l'hindi, l'inglese ed il persiano.
Jashwant Singh succedette al padre alla morte di questi il 21 marzo 1853. Venne incoronato ufficialmente l'8 luglio di quello stesso anno, pur regnando sotto il controllo di un consiglio di reggenza sino al raggiungimento della maggiore età. Assunse poteri limitati il 10 giugno 1869 e venne investito di pieni poteri il 28 marzo 1872.
Si sposò a Patiala nel dicembre del 1859 con la maharani Bishan Kaur, figlia terzogenita di Narendra Singh dei maharaja di Patiala. Si sposò in seconde nozze a Deeg nel 1870 con Darya Kaur, sorella di Chaudhari Birbal Singh di Jagina, a Bharatpur.
Nel gennaio del 1877 prese parte all'Imperial Durbar che si tenne a Delhi. Nel 1857 radunò un reggimento di militari che pose al servizio dell'Impero britannico, il quale divenne noto in suo onore come "The Maharaja Phaltan Regiment of Infantry"; con questo reggimento supportò gli inglesi nel corso della guerra del 1857.
Jashwant Singh ricevette la Prince of Wales's gold medal (1876) e la medaglia d'oro del Kaiser-i-Hind (1877). Riuscì a gestire il regno con successo e sempre nell'interesse del suo popolo, divenendo estremamente popolare ed amato. Donò la somma di 50.000 rupie per la fondazione del Mayo College di Ajmer.
Morì al palazzo di Deeg il 12 dicembre 1893, lasciando quattro figli maschi e tre femmine. Il suo successore fu Ram Singh.